# 徐寅生
徐寅生（1938年5月12日—），上海人，祖籍江苏苏州，国际乒联终身名誉主席。

## 生平
徐寅生出生于上海，年少时便喜爱乒乓球，1955年在光大中学就读期间进入上海学生队，次年又进入上海市队。1959年入选国家集训队。他曾四次参加世界乒乓球锦标赛，获得过28届世乒赛男子双打冠军（与庄则栋合作），26、27、28三届世乒赛男子团体冠军。
退役后，徐寅生曾任中国国家乒乓球队教练、中国乒乓球协会副主席。1975年当选亚洲乒乓球联合会副主席。1977年2月-1999年5月出任国家体委副主任。1979年当选中国乒乓球协会主席。1986年又被选为中华全国体育总会、中国奥委会副主席。1995年5月，当选为国际乒联第一副主席。同年10月， 刚当选国际乒联主席五个月的哈马隆德逝世，身为第一副主席的徐寅生出任国际乒联第五任主席。1999年他放弃连任。2010年入选国际乒联名人堂，并当选为国际乒联首位终身荣誉主席。
徐寅生是第四、八、九届全国人大代表，获得过国际奥委会奥林匹克贡献奖（1991年）、奥林匹克银质勋章（1998年），曾被评为中华人民共和国成立三十五年来杰出运动员（1984年）、“建国四十五周年体坛四十五英杰”之一（1994年）。